# Torrent (Valência)
Torrent (em valenciano e oficialmente) ou Torrente (em castelhano) é um município da Espanha na província de Valência, Comunidade Valenciana. Tem 69,3 km² de área e em 2021 tinha 84 025 habitantes (densidade: 1 212,5 hab./km²).

## Demografia
| Variação demográfica do município entre 1991 e 2004 | Variação demográfica do município entre 1991 e 2004 | Variação demográfica do município entre 1991 e 2004 | Variação demográfica do município entre 1991 e 2004 |
| --------------------------------------------------- | --------------------------------------------------- | --------------------------------------------------- | --------------------------------------------------- |
| 1991                                                | 1996                                                | 2001                                                | 2004                                                |
| 56564                                               | 60999                                               | 65417                                               | 71314                                               |